# رواندا في الألعاب الأولمبية
رواندا في الألعاب الأولمبية  تقوم اللجنة الأولمبية الوطنية الرياضية الرواندية بالإشراف في شؤون مشاركة رواندا في الألعاب الأولمبية، شاركت رواندا أول مرة في الألعاب الأولمبية في دورة 1984 في لوس أنجلوس في الولايات المتحدة، لم تفز رواندا حتى الآن بأي ميدالية أولمبية.